# Casa de Progon
La familia Progon (en albanés Progoni) estableció el primer estado albanés, el Principado de Albanon o Arbër, que cayó bajo la influencia del Imperio Bizantino, el Despotado de Epiro y el reino medieval de Serbia Progon de Kruja, el fundador del principado, tenía el título de arconte (señor), mientras que uno de sus hijos, Demetrio, tomó el título de panhypersebastos. La familia disfrutó de un considerable nivel de autonomía política entre finales del siglo XII y mediados del siglo XIII. El principado de Albanon fue disuelto hacia 1255.
La familia desaparece de las fuentes históricas a partir de 1216, tras la muerte de Demetrio.

## Dinastía
- Progon (fundador), arconte de Kruja (entre 1190–1198)
  - Gjin, señor de Kruja (1198–1208)
  - Demetrio, panhypersebastos de Kruja (1208–1216)